# Syphon Filter
A Syphon Filter egy 1999-ben megjelent TPS (Third Person Shooter-Harmadik Személyű Lövöldözős) játék melyet a Sony Computer Entertainment készített PlayStationre. A kritikusok pozitívan értékelték a játékot története és kidolgozottsága miatt. A sikert követően további 2 rész (Syphon Filter 2, Syphon Filter 3) követte.

## Cselekmény
|  | Alább a cselekmény részletei következnek! |

A játék egy introval kezdődik melyben megismerhetjük a játék két főszereplőjét Gabriel Logan és Lian Xing-et akik az "Ügynökségnek" dolgoznak aminek az a feladata hogy Erich Rhoemer nemzetközi terroristát elkapja. A videóból az is kiderül hogy Erich egy új fajta vírust "szerzett" be, melynek neve Syphon Filter. Gabriel épp elkapná Rhoemer-t mikor is meg jelenik egy volt KGB ügynöknő Mara Aramov és végez Logan egyik társával majd pedig a bizonyítékul szolgáló ültetvényt felégetik. A történet Washingtonban folytatódik. Erich ugyanis rengeteg bombát helyezett el a város különböző pontjain. Gabriel kapja a feladatott hogy a CBDC (Chemical and Biological Defense Command- Vegyi és Biológia fegyverek elleni védelmi parancsnokság) élén hatástalaníttassa a bombákat. Néhány bombát sikerül hatástalanítani de egy a metróban elhelyezett bomba meghibásodik a tűzharcban, így az felrobban, minek hatására beomlik az egész metró. Gabe-nek az utolsó pillanatban sikerült elugrania a bomba mellől, majd az utolsó bombát hatástalanítva megütközik Mara Aramov-val is aki elárulja a többi bomba hol létét így Washingtonban az utolsó bombát is hatástalanítsák melyek egy parkban voltak.  
Később megérkezik a laborjelentés (egy bombából sikerült kivonatott nyerni a vírusból) mely szerint a vírust egy hatalmas gyógyszer cég a PHARCOM is birtokolja mivel csak ők használják a vírus alapanyagához szükséges kellékeket. Így a következő állomás New York ahol Gabe mint beépített ügynök részt vesz a PHARCOM által rendezett partin, majd követni kezdi a cég igazgatóját Jonathan Phagan-t aki elvezeti Mara Aramovhoz (aki időközben megszökött) és az Ügynökség területi igazgatójához Edward Bentonhoz kiről kiderül hogy kettősügynök. 
Gabe egy heves tűzharcban végez Bentonnal, kiszabadítja Phagant és elkapja Aramovot aki később megint megszökik. Most már az ügynökségnek sikerült Rhoemer összes bázisát felfedezni-e, és azzal hogy Phagan már nekik dolgozik képesek ellenszert gyártani a vírushoz így azt már lehetetlen bevetni. Ám Rhoemer afganisztáni bázis nukleárisrakétákat fedeznek fel. Gabe sikeresen belopakodik a bázisra és hatástalanítsa az összes rakétát, ám ez csak elterelés volt és a közelben állomásozó Lian-t Rhoemer emberei elkapják, a bázisban bekapcsolják az önmegsemmisítést és még egy helikopter is küldenek Gabe ellen ám ő azt legyőzi és még időben elmenekül a bázisról mely később felrobban. A központban Thomas Markinson igazgató közli Gabe-el hogy Lian-t Ukrajnába vitték és bizonyára a syphon filter vírussal kísérleteznek rajta. Gabe behatol a templom szerű erődítménybe ahol javában folyik az embereken való kísérletezés. Később megtalálja Phagant is akit elkaptak Rhoemer emberei Gabe a segítségével megtalálja Lian-t ám Phagant Mara Aramov megöli, ő pedig megint eltűnik. 
Gabe és Lian megtalálja a syphon filter ellenszernek a pontos helyét ami Kazahsztánban a PHARCOM központi raktárában van. Mire Gabe oda ér addigra Rhoemer emberei is megjelennek akik háborút vívnak a raktár őreivel. Gabenek sikerül mintát szereznie az ellenszerből. Később Rhoemer emberei felrobbantják a raktárat így az összes ellenszer oda vész. Még rosszabb hír hogy Rhoemer birtokában van egy Szovjet nukleáris rakéta melybe betáplálták a vírust. Gabe épp a rakétát próbálná hatástalanítani amikor meg jelenik Markinson és közli vele hogy az ellenszer melyből mintát nyert hatástalan és felfedi hogy ő is egy kettős ügynök. Ekkor megjelenik Rhoemer és végez Markinsonnal majd elindítja a rakétát. Gabe sikeresen elhárítja és felrobbantja a rakétát majd Rhoemer-rel is megküzd. Mivel Rhoemer-en golyóállómellény van ezért Gabe mérgesgázt használva végez vele. A záró képsorokban megjelenik a CBDC és elkapják ismét Mara Aramovot illetve elszállítják az utolsó robbanófejet is a helyről. Gabe és Lian pedig közösen hagyja el a helyszínt az ügynökökkel...
A stáblista után láthatjuk ahogyan az ügynökség Washingtoni központjában a szálakat a háttérben mozgató Vincent Haddennek (aki a konzorcium, és egyben az ügynökség igazi irányítója) jelentést tesz Aramov, és egy PHARCOM jelölésű szállítmánnyal a birtokában elégedettséggel nyugtázza a fejleményeket.
|  | Itt a vége a cselekmény részletezésének! |

## Játékmenet
A játék egyedül álló módon ötvözi a TPS és FPS elemeket. a játékosnak rengeteg fegyver áll rendelkezésére, ám a főbb hangsúly a lopakodáson és a taktikákon áll. A játékos életét két csík határozza meg mely az Armor-ból és Health-ból áll. Az Armor-t minden pálya elején megkapjuk illetve lehetőségünk van 2 módon (ellenféltől illetve a pályán elhelyezett dobozókból) regenerálni. Ellenben a Health (életet) képtelenek vagyunk újra tölteni mivel nincsenek medikit-ek így a játékosnak be kell tartalékolnia az életerejét.

## Érdekességek
A játékosok kedvenc fegyvere a sokkoló mellyel akár több száz méterre is ellőhetünk és fel is gyújthatjuk vele ellenfeleinket.
Bár a játék igen népszerű volt 1999-ben mára igen csak megkopott a hírneve. Ennek főbb oka a manapság elavultnak számító grafika és néhány bug.

## Fordítás
- Ez a szócikk részben vagy egészben  a   Syphon_Filter című angol Wikipédia-szócikk fordításán alapul.  Az eredeti cikk szerkesztőit annak laptörténete sorolja fel. Ez a jelzés csupán a megfogalmazás eredetét és a szerzői jogokat jelzi, nem szolgál a cikkben szereplő információk forrásmegjelöléseként.
- Ez a szócikk részben vagy egészben  a   Syphon_Filter_(series) című angol Wikipédia-szócikk fordításán alapul.  Az eredeti cikk szerkesztőit annak laptörténete sorolja fel. Ez a jelzés csupán a megfogalmazás eredetét és a szerzői jogokat jelzi, nem szolgál a cikkben szereplő információk forrásmegjelöléseként.